# Hanna Pakarinen
Hanna Pakarinen est une chanteuse finlandaise de pop et de pop rock née le 17 avril 1981 à Lappeenranta. 
Élevée dans une Finlande semi-rurale, dans les petites villes de l'Est, elle travaille notamment en tant que manutentionnaire et conductrice de chariots élévateurs dans les usines de pâte à papier, principale économie de la région.
Elle est révélée au public finlandais lors de la première édition de la version locale de Pop Idols, qui révèlera également Antti Tuisku. Favorite tout au long du processus, elle remporte sans surprise le concours le 9 janvier 2004 contre Jani Wickholm avec 431 000 votes sur un total de 713 000, chiffres très élevés pour un pays de 5,2 millions d'habitants.
Elle gagne 30 000 euros et un contrat avec Sony BMG Finland.
Elle est n°1 des ventes en Finlande dès son premier single Love Is Like a Song. Son premier album est disque de platine, le second sera disque d'or. Elle chante en anglais, dans un registre néo metal gothique rappelant Evanescence.
Coauteure de la plupart de ses chansons, elle est désormais très connue en Finlande et pratiquement inconnue ailleurs.
Elle représente son pays pour le Concours Eurovision de la chanson 2007 avec la chanson Leave Me Alone. Le concours se tient pour la première fois à Helsinki, ville où elle réside, à la suite de la victoire de Lordi en 2006.

## Discographie

### Albums
- Love in a Million Shades (2009)
- When I Become Me (2004 - FIN #2)
- Stronger (2005 - FIN #2)
- Lovers (2007 - FIN #3)
- Love in a Million Shades (2009)
- Paperimiehen tytär (2010)
- Olipa kerran elämä (2013)
- Synnyin, elän, kuolen (2016)

### Singles
- Fearless (2004)
- Love Is Like a Song (2004 - FIN #1)
- Kiss of Life (2005 - FIN #4)
- Stronger Without You (2005)
- Damn You (2005)
- Go Go (2007)
- Leave Me Alone/Tell Me What to Do (2007)

### Titres
When I Become Me (2004)
1. When I Become Me
2. Run
3. Fearless
4. How Can I Miss You
5. Ejected
6. Love's Run Over Me
7. Don't Hang Up
8. Save My Life Tonight
9. Sorry
10. Heaven
11. Superhero
12. Love Is Like a Song

'Stronger' (2005)
1. Out of Tears
2. Stronger Without You
3. Wasted
4. Falling Again
5. Tears in Your Eyes
6. We Don't Speak
7. Damn You
8. Kiss of Life
9. Paralysed
10. One Way or the Other
11. Run (bonus track)

'Lovers' (2007)
1. It Ain't Me
2. Go Go
3. Leave Me Alone
4. Tell Me What to Do
5. You Don't Even Know My Name
6. Heart Beating Steady
7. Tears You Cry
8. Free
9. It Ain't Gonna Happen
10. Lovers
11. Hard Luck Woman

Love in a Million Shades (2009)
1. Almost Real
2. Shout It Out Loud
3. When We Hear Hallelujah
4. Liar
5. Rescue Me
6. A Thief That Holds My Heart
7. Love in a Million Shades
8. Make Believe
9. Love, Friend or Foe
10. Maybe It's a Good Thing